# L'Étang-Salé
L'Étang-Salé é uma comuna francesa no departamento ultramarino de Reunião. Estende-se por uma área de 38.65 km², e possui 11.246 habitantes, segundo o censo de 2018, com uma densidade de 370 hab/km².